# 卢希-蒙方
卢希-蒙方（法語：Louchy-Montfand，法語發音：[luʃi mɔ̃fɑ̃]）是法国阿列省的一个市镇，位于该省中部偏南，属于穆兰区。该市镇于1830年由原市镇卢希（Louchy）和蒙方（Montfand）合并而成。

## 地理
卢希-蒙方（46°18'27"N, 3°14'44"E）面积5.33 平方千米，位于法国奥弗涅-罗讷-阿尔卑斯大区阿列省，该省份为法国中部省份，北起涅夫勒省、西北接谢尔省，西南至克勒兹省，南至多姆山省，东南临卢瓦尔省，东临索恩-卢瓦尔省。
与卢希-蒙方接壤的市镇（或旧市镇、城区）包括：布朗萨、塞塞、蒙托尔、锡乌勒河畔圣普尔桑、索尔塞。

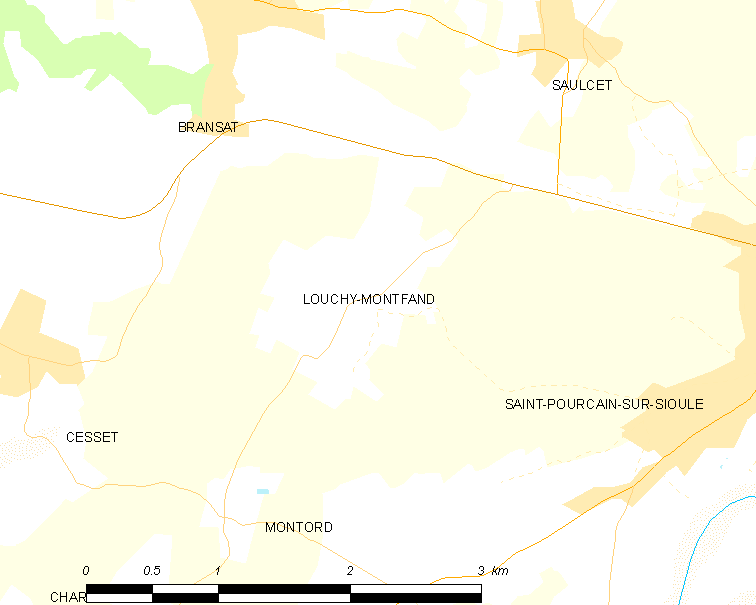
卢希-蒙方的OSM定位图

卢希-蒙方的时区为UTC+01:00、UTC+02:00（夏令时）。

## 行政
卢希-蒙方的邮政编码为03500，INSEE市镇编码为03149。

## 政治
卢希-蒙方所属的省级选区为锡乌勒河畔圣普尔桑县。

## 人口

1962-2008年间卢希-蒙方人口变化图示

卢希-蒙方于2022年1月1日时的人口数量为406人。